# Laurel L. Wilkening
Laurel L. Wilkening (* 23. November 1944; † 4. Juni 2019) war eine amerikanische Planetenforscherin und Hochschullehrerin. Von 1993 bis 1998 war sie Kanzlerin der University of California, Irvine (UCI).

## Werdegang
Wilkening wurde in Richland, Washington, geboren und wuchs in Socorro, New Mexico, auf. Ihre Mutter, Ruby Alma Barks Wilkening, war Lehrerin; ihr Vater, Marvin H. Wilkening, war während des Zweiten Weltkriegs Atomwissenschaftler und Physikprofessor am New Mexico Institute of Mining and Technology. Wilkening erwarb 1966 einen Bachelor-Abschluss in Chemie am Reed College. Ihr Promotionsstudium in Chemie an der University of California, San Diego, schloss sie 1970 unter der Betreuung ihres Doktorvaters Hans Suess ab. Ihrem Dissertationsausschuss gehörten zwei Nobelpreisträger an, Harold Urey und Hannes Alfvén. Als Postdoc war sie in Mumbai, Mainz, Paris und Chicago tätig.

## Wirken

### Planetenforschung und Weltraumpolitik
Wilkenings Forschung konzentrierte sich auf Kometen, Meteoriten und Mondgestein. Als Doktorandin untersuchte sie Gestein Nummer 17, eine der ersten Mondproben, die aus der Quarantäne entlassen wurden. Zusammen mit Mildred Shapley Matthews gab sie das Lehrbuch Comets (1982) heraus. Wilkening saß neben Jimmy Carter im Weißen Haus, als die ersten Bilder der Voyager-Mission zu sehen waren. Sie war stellvertretende Vorsitzende der National Commission on Space, Vorsitzende des Space Policy Advisory Boards und stellvertretende Vorsitzende des Advisory Committee on the Future of the U.S. Space Programs. Sie war Mitglied des Vorstands der Planetary Society. Der Asteroid 75562 wurde 2013 nach Wilkening benannt.

### Arbeit an der Universität
Wilkening lehrte ab 1973 Chemie und Planetologie an der Universität von Arizona und war ab 1981 Leiterin der Abteilung Planetologie und Direktorin des Mond- & Planeten-Labors der Universität. Außerdem war sie Dekanin der Naturwissenschaften und Vizepräsidentin für Forschung. Während ihrer Zeit in Arizona war sie an der Gründung des Programms für Frauenstudien beteiligt und erstellte einen Bericht über die Lohngleichheit auf dem Campus. Später spendete sie über 100.000 Dollar für das Projekt „Women’s Plaza of Honor“ der Universität.
Von 1988 bis 1993 war sie Prorektorin an der University of Washington. Im Jahr 1993 wurde sie die dritte Kanzlerin der University of California, Irvine; sie war die dritte Frau, die das Amt des Kanzlers im kalifornischen Universitätsverbund innehatte.
Wilkening zog sich 1998 aus der akademischen Arbeit zurück und betrieb in ihren späteren Jahren zusammen mit ihrem Mann einen Weinberg in Elgin, Arizona. Im Jahr 2005 weihte die University of California, Irvine, den Laurel L. Wilkening-Rosengarten auf dem Campus ein. Im Jahr 2009 erhielt Wilkening die UCI-Medaille.

## Privatleben
Wilkening war mit dem Planetenchemiker und ehemaligen Karmeliten Godfrey T. Sill verheiratet. Sill starb im Jahr 2007. Wilkening starb 2019 im Alter von 74 Jahren in Arizona. Einige ihrer Veröffentlichungen befinden sich im Universitätsarchiv der UCI.